# Vinnie Stigma
Vinnie Stigma, nom artístic de Vincent Capuccino (Nova York, 1955), és un guitarrista estatunidenc de música hardcore punk.
És el guitarrista del grup Agnostic Front i exmembre de Madball. A més de la seva labor com a guitarrista, també treballa de tatuador a Nova York.

## Discografia

### Amb Agnostic Front
- 1984 - Victim in Pain
- 1986 - Cause for Alarm
- 1987 - Liberty and Justice for...
- 1992 - One Voice
- 1998 - Something's Gotta Give
- 1999 - Riot! Riot! Upstart
- 2001 - Dead Yuppies
- 2005 - Another Voice
- 2007 - Warriors
- 2011 - My Life My Way
- 2015 - The American Dream Died
- 2019 - Get Loud!

### Amb Madball
- 1989 - Ball of Destruction
- 1992 - Droppin' Many Suckers
- 1994 - Set It Off
- 1996 - Demonstrating My Style

### De solista
- 1994 - Nova York Blood